# کوشتیتسه
کوشتیتسه (به چکی: Koštice) یک منطقهٔ مسکونی در جمهوری چک است که در ناحیه لوونی واقع شده‌است. کوشتیتسه ۶۹ کیلومتر مربع مساحت و ۶۶۶ نفر جمعیت دارد و ۱۷۵ متر بالاتر از سطح دریا واقع شده‌است.